# Ciudad Perdida
‘’’Ciudad Perdida’’’ (v španščini ‘Izgubljeno mesto’) je arheološko najdišče starodavnega mesta v kolumbijski Sierri Nevadi de Santa Marta, Kolumbija. Domnevajo, da je bilo ustanovljeno okoli leta 700, približno 650 let prej kot Machu Picchu. Ta lokacija je znana tudi kot Teyuna in Buritaca 200.
Ciudad Perdida je sestavljen iz vrste 169 teras, vklesanih v gorsko pobočje, mreže tlakovanih poti in več majhnih krožnih trgov. Do vhoda se dostopa le po vzponu po približno 1200 kamnitih stopnicah skozi gosto džunglo.

## Odkritje
Izgubljeno mesto je bilo zgrajeno okoli 700 našega štetja. Zgradili so ga avtohtoni prebivalci, ki so se po navedbah Špancev poimenovali Tayrona,
Ciudad Perdida so odkrili leta 1972, ko je skupina lokalnih plenilcev zakladov (guaquero), Los Sepúlvedas, našla kamnito stopnišče s 1200 stopnicami pokritimi z mahom, umazanijo in koreninami, ki so se dvigale v gore in jim sledili do zapuščenega mesta, ki so ga poimenovali Zeleni pekel. Los Sepúlveda je bila majhna družina plenilcev v Kolumbiji; njihova zgodba vodi do začetka enega največjih arheoloških odkritij v sodobnem času. Družina je odšla na lov v gozdove Kolumbije, ko je sestrelila divjega purana. Po prevzemu purana so opazili, da je padel na del vidnega stopnišča. To stopnišče jih je vodilo do odkritja La Ciudad Perdido. Leta po odkritju plenilcev so se na črnem trgu začeli pojavljati zakladi z najdišča, vključno z zlatimi figurami in keramiko.
Kolumbijska vlada je do leta 1976 izvedela za obstoj kraja z govoricami, ki so se v Santa Marti razširile o zlatih in kremenčevih zakladih.
Leta 1976 je odprava, ki sta jo vodila Gilberto Cadavid in Luisa Fernanda Herrera, sestavljali pa so jo trije arheologi, arhitekt, ki jih je vodil priznani guaquero Franky Rey (dedek), zaslužen za odkritje izgubljenega mesta, isti, ki je obvestil lokalne oblasti in nacionalno vlado Kolumbije o odkritju. V družbi nekaterih drugih baquianos guaqueros s tega območja so po skoraj 12 dneh pristopa prišli do samega središča arheološkega najdišča, kjer so zbrali dovolj dokazov in jih odpeljali v glavno mesto države, k takratnemu predsedniku Alfonsu Antoniu Lázaru Lópezu Michelsenu, da odobri proračun za obnovo tako imenovane Buritace 200. Treba je opozoriti, da ko je tehnična skupina, ki jo je poslala nacionalna vlada, začela s terenskimi deli na arheološkem najdišču, je naletela na dva ključna dejavnika, ki sta jim otežila delo; eno izmed njih je bilo stanje uničenja, ki so ga mestu povzročili guaqueros, zaradi česar ni bilo mogoče prepoznati različnih arheoloških zgradb, ki so sestavljale kraj za njegovo poznejšo obnovo, ter težkih terenskih in podnebnih razmer kraja, zaradi katerih je del ekipe zbolel. Takrat so guaquerosi, ki jih je vodil Franky Rey postali temeljni del obnovitvenih del izgubljenega mesta, saj so bili doma s tega območja in so bili naravno odporni proti škodljivcem in težkim podnebnim razmeram. Poleg tega, da so bili isti guaquerosi, ki so kraj uničili, da bi prišli do zakladov, zakopanih v njem, tudi edini, ki so poznali prvotno obliko različnih teras, kamnitih obročev, poti in stopnic, ki sestavljajo arheološko najdišče.
Člani lokalnih plemen Kogui, Wiwa, Arhuaco in Kankuamo, štirje neposredni potomci starodavnih Tayronas po hierarhiji, so izjavili, da so lokacijo redno obiskovali že prej. Da je bila splošno znana, vendar so o tem molčali. Izgubljeno mesto imenujejo Teyuna in verjamejo, da je bilo srce mreže vasi, v katerih so živeli njihovi predniki, Tayrona.
Ciudad Perdida je bilo do pred španskim osvajanjem najpomembnejše politično, gospodarsko, versko in duhovno središče regije. Zgrajeno na robu gore, ki leži na bregovih reke Buritaca, je v njej lahko bivalo od 2000 do 8000 ljudi. Najverjetneje so domorodci, ki so preživeli špansko osvajanje, ropanja in poznejše uničenje, mesto zapustili.
Arheologi na čelu z direktorjem Inštituta Colombiano de Antropología so to mesto dosegli leta 1976, obnovo pa zaključil med letoma 1976–1982. Čeprav je La Ciudad Perdida eno najbolj impresivnih krajev, ni edino, le približno 30–40 % lokacij v regiji Sierra Nevada je bilo dejansko raziskanih. Zahvaljujoč nedavnemu razširjenemu dostopu do LIDAR tehnologije odkrivajo vedno več teh mest, iskanje novih izgubljenih mest pa se je šele začelo.

## Opis
Arheološko najdišče se razteza med 900 in 1300 metri nadmorske višine, ob vznožju Cerro Correa, v severnem delu Sierra Nevada de Santa Marta na desnem bregu reke Buritaca. Domačini tega območja ga poznajo pod imenom Teyuna in zato je njegovo sestavljeno ime: Arheološki park Ciudad Perdida-Teyuna, čeprav je v nomenklaturi arheoloških najdišč Sierra Nevada de Santa Marta znan tudi kot Buritaca-200.
Območje obsega zapleten sistem zgradb, tlakovanih poti, stopnic in zidov, ki jih povezuje vrsta teras in ploščadi, na katerih so bili zgrajeni ceremonialni centri, hiše in skladišča hrane. Do zdaj odkrite strukture zavzemajo približno 35 hektarjev površin, na katerih je mogoče najti do 169 kamnitih teras. Od odkritja je pod nadzorom Kolumbijskega inštituta za antropologijo in zgodovino (ICANH) kot nacionalni arheološki park.
Ker je arheološki park, ki ga ohranjajo nacionalni organi in sedanji domorodni prebivalci v teh deželah, je treba za ogled Izgubljenega mesta prispevati vrsto prispevkov, tudi skupnostim na tem območju, kmečkim in avtohtonim, ki so zadolžene za vzdrževanje miru in harmonije v tem kraju prednikov. Arheološki park Teyuna Ciudad Perdida je mogoče obiskati le po večdnevni hoji v vodenem ogledu, ki traja od 4 do 6 dni in ga vodi pet pooblaščenih turističnih agencij v mestu Santa Marta.

## Domorodna ljudstva
Člani lokalnih plemen - Arhuaco, Koguis in Wiwas - so izjavili, da so lokacijo redno obiskovali, še preden so o njej poročali, vendar so o tem molčali. Mesto imenujejo Teyuna in verjamejo, da je bilo to središče mreže vasi, v katerih so živeli njihovi predniki, Tairona. Ciudad Perdida je bilo verjetno politično in proizvodno središče v regiji na reki Buritaca in je v njem lahko bivalo 2000–8000 ljudi. Prvotno so v njem živeli ljudje iz Tairone. Po mnenju ljudi ljudstva Kogi so nekateri zadnji ohranjeni avtohtoni potomci Tairone živeli tisoče let, vse do prihoda konkvistadorjev. Ljudje Tairona so v tem naselju živeli od nastanka nekje okoli leta 800 do konca 14. stoletja. Čeprav jih na splošno običajno imenujejo 'ljudje iz Tairone', se je po gorah in na plaži v različnih, manjših skupnostih ali polih razširilo veliko skupin in naselij, ki so trgovali in delali skupaj. Ljudje Tairone so bili prisiljeni pobegniti iz La Ciudad Perdide po letih trgovine in sporov, nekje v 15. stoletju. Ko so Španci leta 1514 pristali na njihovi zemlji, je konkvistador vzel svojo izjavo in prebral: »Zagotavljam vam, da se bom s pomočjo Boga na vseh krajih vojskoval z vami in na vse načine, ki jih lahko in bom podredil vas rumenjake pokorščini cerkve in njihovih visočanstev. Vzel bom vaše moške in vaše ženske ter vaše otroke in jih postavil za sužnje, vzel bom vaše blago in vam storil vse zlo in škodo, ki jo lahko«.
Ljudje Tairone so bili močni bojevniki in so se dolgo upirali zatiranju konkvistadorjev, vse do približno 100 let pozneje, ko so končno pobegnili. Dolga leta po prihodu Špancev na njihove obale so se Taironi kljub nasilnemu ravnanju Evropejcev lahko obdržali. Prebivalci Tairone, podobno kot danes ljudje Kogi, niso bili nasilni. Kogi verjamejo v prijaznost in enakost. Prebivalci Tairone so živeli zato, da bi zaščitili in služili zemlji, ne samo zase, temveč za vse. Ko so se evropski kolonizatorji začeli naseljevati na avtohtonem ozemlju, so začeli zasužnjevati domorodce, ki so na obali lovili ribe in nabirali sol. Prebivalci Tairone v gorah, odvisni od rib in soli z obale, so ubežnim zasužnjenim članom Tairone rekli, naj se vrnejo in prinesejo Evropejcem darila zlata, da jih pomirijo, saj so bili vedno bolj sovražni do domačinov. To ne pomeni, da se Taironi niso odzvali z uporom. Natančen datum, ko so bili končno prisiljeni pobegniti iz La Ciudada, ni znano. Učinki kolonizacije na njihove vasi so vidni še danes. Z leti so Evropejci jemali vedno več zlata, ki so ga prvotno izdelali domorodci. Večino tega zlata še vedno hranijo v muzejih po Evropi, tako da so današnja plemena potomcev Kogi, Arsarios, Arhuacos, Kankwamos in Chimilas ostali brez zlata svojih prednikov. Ljudje Kogi živijo v zadnjem predkolumbovskem naselju, vendar pa evolucija in prilagajanje domorodcev nista izvzeta iz sprememb. Ljudstvo Kogi verjame, da vse, kar je pokopano v La Ciudad Perdidi, prispeva k miru, harmoniji in ravnovesju sveta. Potem ko so enega od svojih članov naučili španščine, so kolumbijski vladi predstavili ta primer in uspešno izkoristili pravice do svojih prednikov, skupine, kot je sklad za globalno dediščino, pa si nenehno prizadevajo zaščititi zgodovinsko območje.

## Oboroženi spopad
Območje je zdaj popolnoma varno, vendar ga je nekoč prizadel kolumbijski oboroženi konflikt med kolumbijsko nacionalno vojsko, desničarskimi paravojaškimi skupinami in levičarskimi gverilskimi skupinami, kot sta Nacionalna osvobodilna vojska (ELN) in Revolucionarne oborožene sile Kolumbije (FARC) . 15. septembra 2003 je ELN ugrabil osem tujih turistov, ki so obiskali Ciudad Perdido in zahteval vladno preiskavo kršitev človekovih pravic v zameno za njihove talce. ELN je zadnjega talca izpustil tri mesece kasneje. Združene samoobrambne sile Kolumbije (AUC), paravojaške desničarske skupine v tej državi, so nekaj časa še naprej napadale staroselce na območju. 

## Nadaljevanje dostopa
Leta 2005 so turistični pohodi spet začeli delovati in od takrat ni bilo več težav. Kolumbijska vojska aktivno patruljira na območju, ki zdaj velja za varno za obiskovalce, ugrabitev pa ni bilo več. Od leta 2009 neprofitna organizacija Global Heritage Fund (GHF) deluje v Ciudad Perdidi, da bi ohranila in zaščitila zgodovinsko območje pred podnebjem, rastlinjem, zanemarjanjem, ropanjem in nevzdržnim turizmom. Navedeni cilji GHF vključujejo razvoj in izvajanje regionalnega načrta upravljanja, dokumentacijo in ohranitev arheoloških značilnosti v Ciudad Perdidi ter sodelovanje lokalnih avtohtonih skupnosti kot glavnih zainteresiranih strani pri ohranjanju in trajnostnem razvoju območja.
Za 4-dnevni pohod do izgubljenega mesta stroški znašajo približno 334 ameriških dolarjev, določene pa so skupnosti, ki naseljujejo okolico poti. To je zmerno težaven pohod: Pohod skupaj znaša približno 42 km hoje in zahteva dobro raven kondicije. Pohod vključuje številne rečne prehode ter strme vzpone in spuste.
Leta 2007 je Ciudad Perdida ali Teyuna z glasovanjem z več kot 14.000 glasovi dosegla peto mesto kot eno od sedmih čudes Kolumbije.

## Galerija
- Kamen z izrezljanimi oznakami, za katerega se domneva, da je zemljevid Ciudad Perdida in poti, ki ga povezujejo z večjim območjem (glej Izgubljena mesta z Albertom Linom, S1 E3, "El Dorado, mesto zlata").
- Pogled na Ciudad Perdida
- Del kamnitega stopnišča, ki vodi od rečne doline do Ciudad Perdida.
- Portret domorodke in otroka plemena Koguis na eni od teras v Ciudad Perdidi.
- Portret šamana v Ciudad Perdidi.